# Fernando Arbex
José Fernando Arbex Miró (Madrid, 28 de mayo de 1941 - Torrelodones, 5 de julio de 2003), fue batería y compositor del grupo Los Brincos.

## Biografía
A los 16 años empieza a tocar la batería en el grupo Los Estudiantes.
Más tarde participa en el grupo Los Brincos que le dieron sus mejores éxitos en la década de los 60, compartiendo protagonismo con Juan Pardo, Antonio Morales (más conocido como Junior) y Manolo González (hermano del gran actor Agustín González). Tras la separación de los dos primeros para formar el dúo Juan y Junior, mantiene el grupo bajo su fuerte liderazgo y obtiene importantes éxitos, editando diversos singles y dos LP más. En 1968 tiene un pequeño papel en la película Días de viejo color, de Pedro Olea.
En 1970 tras disolver el grupo forma el grupo Alacrán, y posteriormente Barrabás. Con letras en inglés y a medio camino entre el funk y un incipiente rock latino, Barrabás tuvo éxito y entró en las listas de música negra estadounidense.
En 1977 produjo el disco de Camilo Sesto Look in the eye, componiendo varios de los temas del disco. El álbum se mantuvo inédito hasta 1997. 
Arbex produjo a artistas tan dispares como José Feliciano, Rita Pavone, Harry Belafonte, Nana Mouskouri, Camilo Sesto, Aviador Dro y Emilio Aragón. También fue compositor de algunos de los mayores éxitos de Jaime Morey con la canción "Negra Paloma", “Solo Las Rosas”, “Con mis Manos”, “Tabhata” colaborando en esta canción con Waldo de los Ríos, Miguel Bosé, Micky, Marisol, Tony Ronald y Middle of the Road. En 1984 volvió a colaborar con Juan Pardo para su disco "Un sorbito de champán".
También grabó la obra sinfónica para ballet El caballero del arco iris, el musical La maja de Goya y la cantata Terra Santa (2000)  por encargo de Yasir Arafat, que incluye el Himno a la vida.
A los 30 años de su primera separación, en el verano del 2000, un concierto de Los Brincos en La Coruña (junto con Miguel Morales como únicos miembros históricos) atrajo a 40 000 personas.
Después, grabaron un disco con canciones nuevas, Eterna juventud, y anunciaron una gira de conciertos.
Fallece el 5 de julio de 2003 a la edad de 62 años después de una larga enfermedad. En 2017, se publica el libro Placeres compartidos de Carlos Villarrubia en Ediciones Dédalo, con capítulo especial a la obra de Fernando Arbex.
En el 2019 se edita su primera biografía: "Fernando Arbex. Un mundo diferente", del periodista y escritor Manolo González, que no es familiar del bajista de Los Brincos.

## Filmografía como compositor
- Éste es mi barrio, de José Antonio Escrivá (1996)
- Cristina Guzmán, de Luis César Amadori (1968)
- Las 4 bodas de Marisol, de Luis Lucia Mingarro (1967)
- Más bonita que ninguna, de Luis César Amadori (1965)
- Zampo y yo, de Luis Lucia Mingarro (1965)